# Okręg Mayenne
Okręg Mayenne (fr. Arrondissement de Mayenne) – okręg w północno-zachodniej Francji. Populacja wynosi 89 tysięcy.

## Podział administracyjny
W skład okręgu wchodzą następujące kantony:
- Ambrières-les-Vallées,
- Bais,
- Couptrain,
- Ernée,
- Gorron,
- Horps,
- Landivy,
- Lassay-les-Châteaux,
- Mayenne-Est,
- Mayenne-Ouest,
- Pré-en-Pail,
- Villaines-la-Juhel.